# Тед Хагард
Тед Артур Хагард (енгл. Ted Artur Haggard; Јорктаун, 27. јун 1956) је амерички евангелистички свештеник. Познат је и као пастор Тед међу паством пред којом је служио, Хагард је оснивач и бивши пастор Цркве новог живота Колорадо Спрингсу и бивши лидер Националног удружења еванђелиста од 2003. до новембра 2006.
Тед Хагард је био један од најистакнутијих критичара хомосексуалности, све док није откривено да је плаћао мушку проститутку да има секс са њим и да је куповао и користио кристални метамфетамин. После овог скандала Хагард је напустио Цркву новог живота.